# Muerte de Mya Thwe Thwe Khine
Mya Thwe Thwe Khine (en birmano: မြသွဲ့သွဲ့ခိုင်) romanizada como Mya Thwe Thwe Khaing o Mya Thwate Thwate Khaing (11 de febrero de 2001–19 de febrero de 2021) fue una joven birmana que se convirtió en la primera víctima conocida de las protestas en Birmania de 2021, que se formaron después del golpe de Estado en Birmania de 2021. Manifestantes a favor de la democracia y grupos internacionales por igual se han manifestado en torno a su tiroteo.
Se ha convertido en un punto focal para los manifestantes, con su imagen a menudo mostrada por personas que se resisten al golpe. A su funeral el 21 de febrero de 2021 asistieron varios miles de manifestantes.

## Tiroteo
El 9 de febrero, Mya Thwe Thwe Khaing, de 19 años, se había unido a una manifestación de protesta en Taungnyo Road, cerca de la rotonda de Thabyegon en la capital birmana, Naipyidó. La policía antidisturbios sofocó la manifestación, hiriendo a varios manifestantes en el proceso. Estaba parada debajo de la marquesina de un autobús, refugiándose de los cañones de agua, mientras le disparaban. Mya había estado usando un casco de motocicleta en el momento del tiroteo. Un video grabado de transeúntes capturó el momento exacto en que recibió un disparo en la cabeza. El análisis posterior de las imágenes de la protesta llevada a cabo por Amnistía Internacional mostró que la policía portaba clones BA-94 o BA-93 de la ametralladora Uzi fabricados en Myanmar, lo que contradecía la declaración del ejército de Myanmar de que las fuerzas de seguridad solo habían desplegado armas no letales. El análisis forense también indicó que el tiroteo había ocurrido a primera hora de la tarde, entre el mediodía y la 1:30 pm.
Mya fue ingresada en el hospital general de 1000 camas de Naiýidó en estado crítico. En la mañana del 12 de febrero, los médicos intentaron sin éxito desalojar quirúrgicamente la bala de su cabeza. Los médicos la declararon con muerte cerebral médica, debido a la pérdida completa de la función cerebral, y aconsejaron a su familia que le quitara la ventilación. A partir del 14 de febrero, su familia había decidido quitarle el soporte vital, pero no había finalizado el momento. Los servicios de oración por Mya se llevaron a cabo en la Universidad de Lenguas Extranjeras de Mandalay y el Ayuntamiento de Rangún el 14 de febrero.

## Importancia
El video del tiroteo y una foto de una Mya inconsciente y manchada de sangre circularon ampliamente en las redes sociales en idioma birmano, y los partidarios la calificaron de mártir de la protesta. Los ciudadanos criticaron y atacaron a dos oficiales supuestamente involucrados en el tiroteo en las redes sociales, aunque las identidades de los tiradores siguen sin confirmarse.
El uso violento de la fuerza en el tiroteo de Mya Thwe Thwe Khaing provocó indignación nacional, con celebridades y figuras públicas como Thandar Hlaing criticando su trato. Nyi Nyi Tun, presidente de la Organización Cinematográfica de Myanmar, declaró: «No podemos presenciar más Mya Thwe Thwe Khaings» e instó al público a unirse al Movimiento de Desobediencia Civil. El 11 de febrero, la hermana de Mya, Mya Thado Nwe, se dirigió públicamente a los medios de comunicación e instó al público a «desarraigar la dictadura militar» por el bien de las generaciones futuras.
Thomas Andrews, relator especial de las Naciones Unidas sobre la situación de los derechos humanos en Myanmar, la mencionó en Twitter. El 11 de febrero, ONU Mujeres expresó sus condolencias a la familia de Mya y pidió «a los militares y la policía que se abstengan de usar una fuerza desproporcionada contra los manifestantes». El 12 de febrero, Progressive Voice, una coalición de 177 organizaciones locales de la sociedad civil, publicó una carta abierta al Consejo de Seguridad de las Naciones Unidas y citó el tiroteo de Mya como un ejemplo de la escalada de violencia por parte de las autoridades contra los manifestantes.
El 17 de febrero, una valla publicitaria de 15m (49 pies) de largo que representaba el tiroteo de Mya se desplegó desde un puente peatonal en el centro de Rangún. Los manifestantes también han utilizado sus fotos en comparación con las de Win Maw Oo en los carteles de protesta, y han dado cobertura mundial, como las grandes multitudes que lloran a las mujeres asesinadas en las protestas.
El 19 de febrero, el hospital de la ciudad confirmó su muerte a las 11:00 hora local (04:30 GMT). Su funeral fue una ocasión importante a la que asistieron unas 100 000 personas.